# Хуан Алонсо (кубинський футболіст)
Хуан Альберто Алонсо Лопес (ісп. Juan Alberto Alonzo López; нар. 1911) — кубинський футболіст, нападник.

## Клубна кар'єра
На клубному рівні Хуан Алонсо захищав кольори «Фортуни» (Гавана).

## Кар'єра в збірній
У 30-х роках XX століття виступав у національній збірній Кубі. У 1938 році виступав на чемпіонаті світу. На чемпіонаті світу в Франції зіграв лише в 1/4 фіналу в програному (0:8) поєдинку зі Швеції.